# Chesty: A Tribute to a Legend
Pour plus de détails, voir Fiche technique et Distribution.
Chesty: A Tribute to a Legend est un film documentaire américain réalisé par John Ford en 1970, sorti en 1976.

## Synopsis
Documentaire sur le Marine le plus décoré, le lieutenant général Lewis Burell "Chesty" Puller.

## Fiche technique
- Titre original : Chesty: A Tribute to a Legend
- Réalisation : John Ford
- Scénario : Jay Simms
- Production : James Ellsworth
- Production associée : Leon Selditz
- Durée : deux versions 27 minutes et 47 minutes

## Distribution
- John Ford : lui-même
- Lewis B. Puller : lui-même
- John Wayne : Narrateur